# Microphiopholis geminata
Microphiopholis geminata is een slangster uit de familie Amphiuridae.
De wetenschappelijke naam van de soort werd in 1851 gepubliceerd door LeConte.